# Hartville, Ohio
Hartville är en ort (village) i Stark County i Ohio. En av ortens mest kända byggnader, Hartville Hotel, byggdes troligen 1829 (enligt andra källor 1838).